# Werben
Werben (Elbe) est une commune allemande de l'arrondissement de Stendal, Land de Saxe-Anhalt. La ville s'appelle « la Ville hanséatique la plus petite ».

## Géographie
Werben, une des villes les plus petites de l'Allemagne, se situe sur la rive gauche de l'Elbe, à l'est de la Wische, au sud de la route cyclable de l'Elbe. À Räbel, un bac à traille assure une liaison avec Havelberg.
La commune comprend les quartiers de Behrendorf, Berge, Giesenslage et Räbel.
|           | Legde/Quitzöbel | Plattenburg |
| Osterburg | Werben (Elbe)   | Havelberg   |
|           | Iden            |             |

## Histoire
Werben an der Elbe est mentionné pour la première fois sous le nom de Wiribeni iuxta Albim lors de négociations entre l'empereur Henri II et les Slaves selon la chronique de Dithmar ; l'évêque ne donne pas de date, la recherche place ces réunions dans la période comprise entre décembre 1005 et avril 1006. En 1225, Werben est mentionné pour la première fois comme une ville, et au  XIIIe siècle fut construit le mur de la ville avec cinq portes. La ville devint un membre de la Ligue hanséatique vers l'an 1359. À la fin du Moyen Âge, Werben avait à peu près 900 habitants.
Au cours de la guerre de Trente Ans, Werben est pris par les troupes suédoises en raison de son emplacement stratégique, et le roi suédois Gustave II Adolphe fait construire un sconce. Elle lui permet de résister lors de la bataille de Werben. La ville de Werben fut détruite plusieurs fois. La plupart des maisons furent reconstruites au XVIIIe siècle et surtout au XIXe siècle pendant l'époque Biedermeier qui était une période de paix et de prospérité pour la ville. Ainsi les rues de Werben accueillent un marché de Biedermeier chaque année à partir de 2006.
En 1905, Werben avait 1 781 habitants.
En 2008, Werben devint membre de la Nouvelle Ligue Hanséatique, une organisation internationale pour la promotion de l'économie et du tourisme.
Un changement de nom a lieu le 23 décembre 1997 afin de faire connaître mieux la commune et sa position sur le fleuve. En mai 2009, Behrendorf et Werben décident de fusionner en janvier 2010.

### Les Hospitaliers
La ville a la plus ancienne fondation des Hospitaliers de l'ordre de Saint-Jean de Jérusalem en Allemagne du Nord. Après un pèlerinage dans les années 1158 et 1159 à Jérusalem, le margrave Albert l'Ours achète un domaine à Werben.

## Transports
Entre 1898 et 1901, fut construite une ligne ferroviaire (19,6 kilomètres de long) entre Werben et la ville de Goldbeck près de Stendal et inaugurée au public en 1901. En 1906, la ligne fut allongée de 1,9 km jusqu'au port fluvial de Werben et atteignit une longueur totale de 21,5 km. En 1971, la ligne fut fermée. L'ancienne gare qui se situe à l'ouest du centre de la ville fut transformée en un atelier.
Aujourd'hui[Quand ?] le port fluvial de Werben, qui se trouve à 2 km de la ville, est utilisé pour les sports nautiques, le canotage et le yachting.

## Bâtiments et sites notables
Werben s'appelle « La Ville des Cigognes» , car il y a beaucoup de nids de cigognes blanches dans la ville, surtout au centre historique.
Comme Werben était un membre de la Ligue hanséatique, plusieurs bâtiments dans le centre historique furent construits en gothique de brique comme à Lübeck, la capitale de la ligue.
Au centre de la ville, il y a plusieurs maisons à colombages intéressantes, dont l'ancienne école Alte Schule, construite au XVIIIe siècle et rénovée de 2017 à 2019.
L'église de Saint-Jean, construite au XIIe siècle dans un style roman, fut transformée en une église-halle de style gothique tardif au XVIIIe siècle et rénovée en 1868. La chapelle de Saint-Lambert datant du XIIIe siècle se situe près de l'église. Actuellement, elle est restaurée.
L'hôtel de ville, qui se trouve à la place du Marché, fut construit en 1792/1793 en style classiciste.
À l'est du centre historique se trouve la porte Elbtor, construite en briques entre 1460 et 1470 et rénovée en 1998, qui est l'unique porte conservée du mur de la ville des temps médiévaux. Une partie du mur en briques médiéval est conservée au sud de la ville avec la tour Hungerturm, une vieille tour de défense.
La chapelle Heilig-Geist-Kapelle de style gothique tardif fut construite en 1313. Comme elle fut transformée en un entrepôt de sel au XVe siècle elle a reçu le nom Salzkirche après. Aujourd'hui[Quand ?] elle sert de salle de concert.

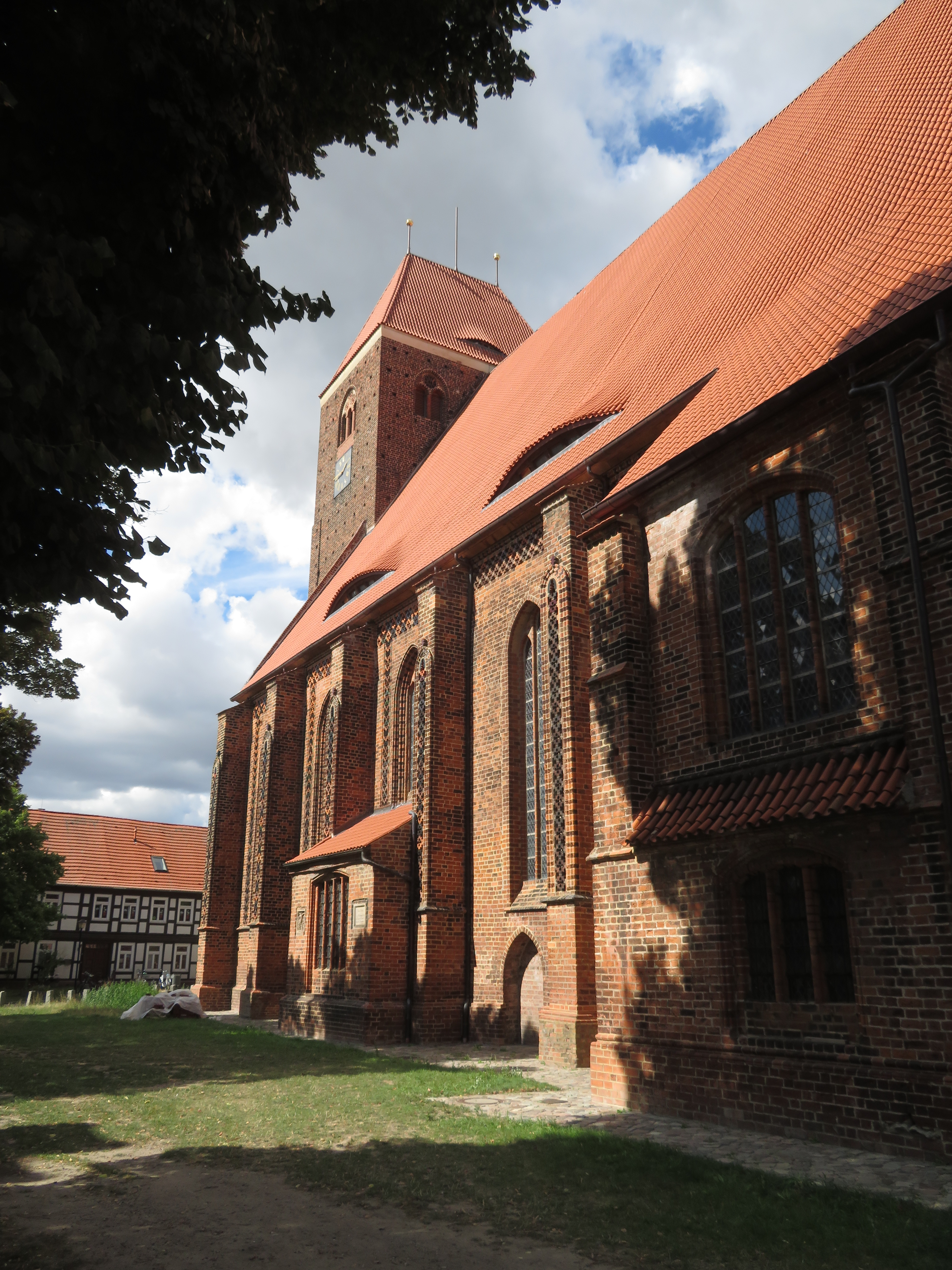
L'église de Saint-Jean
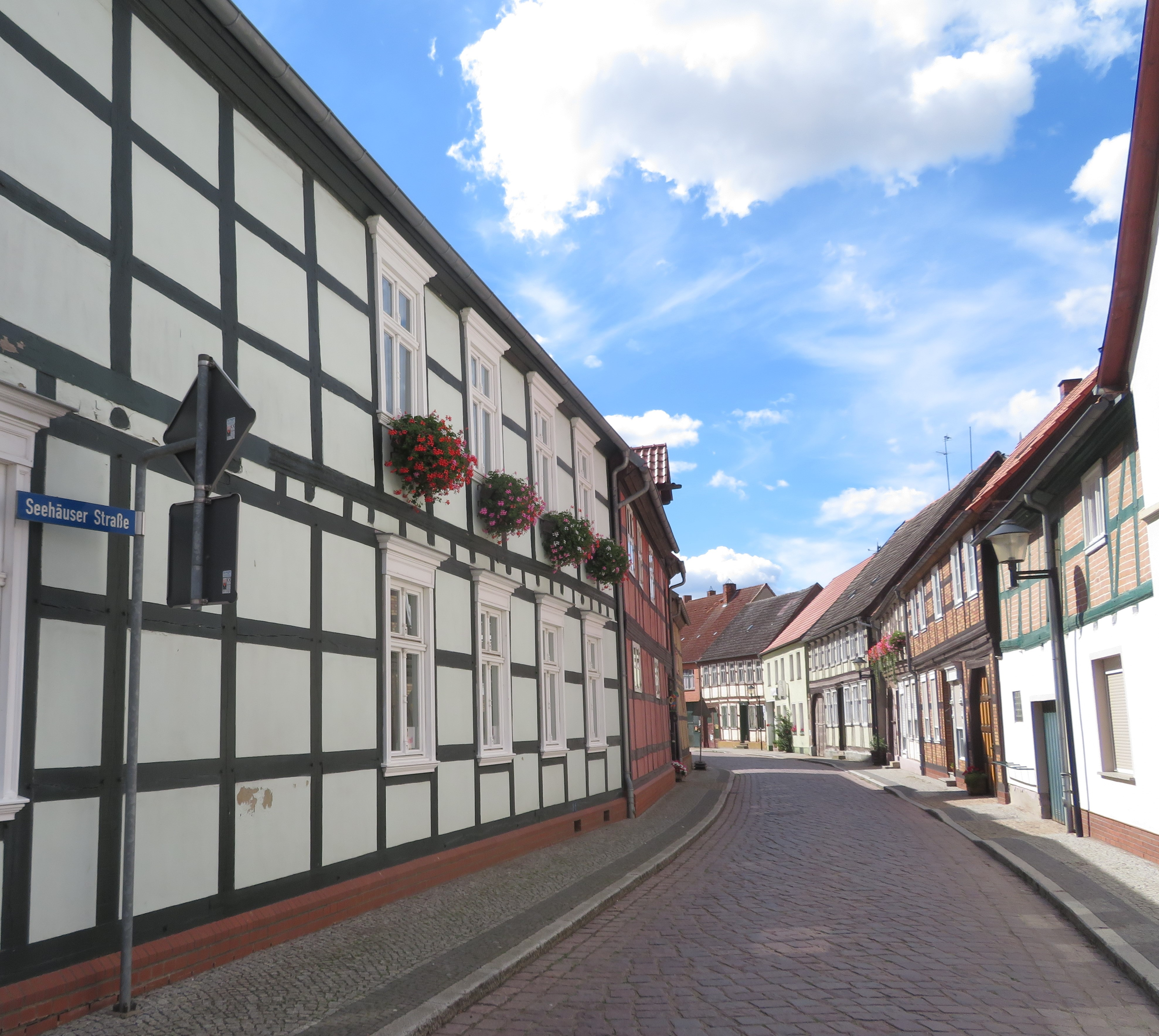
Maisons à colombages dans la rue de Seehausen
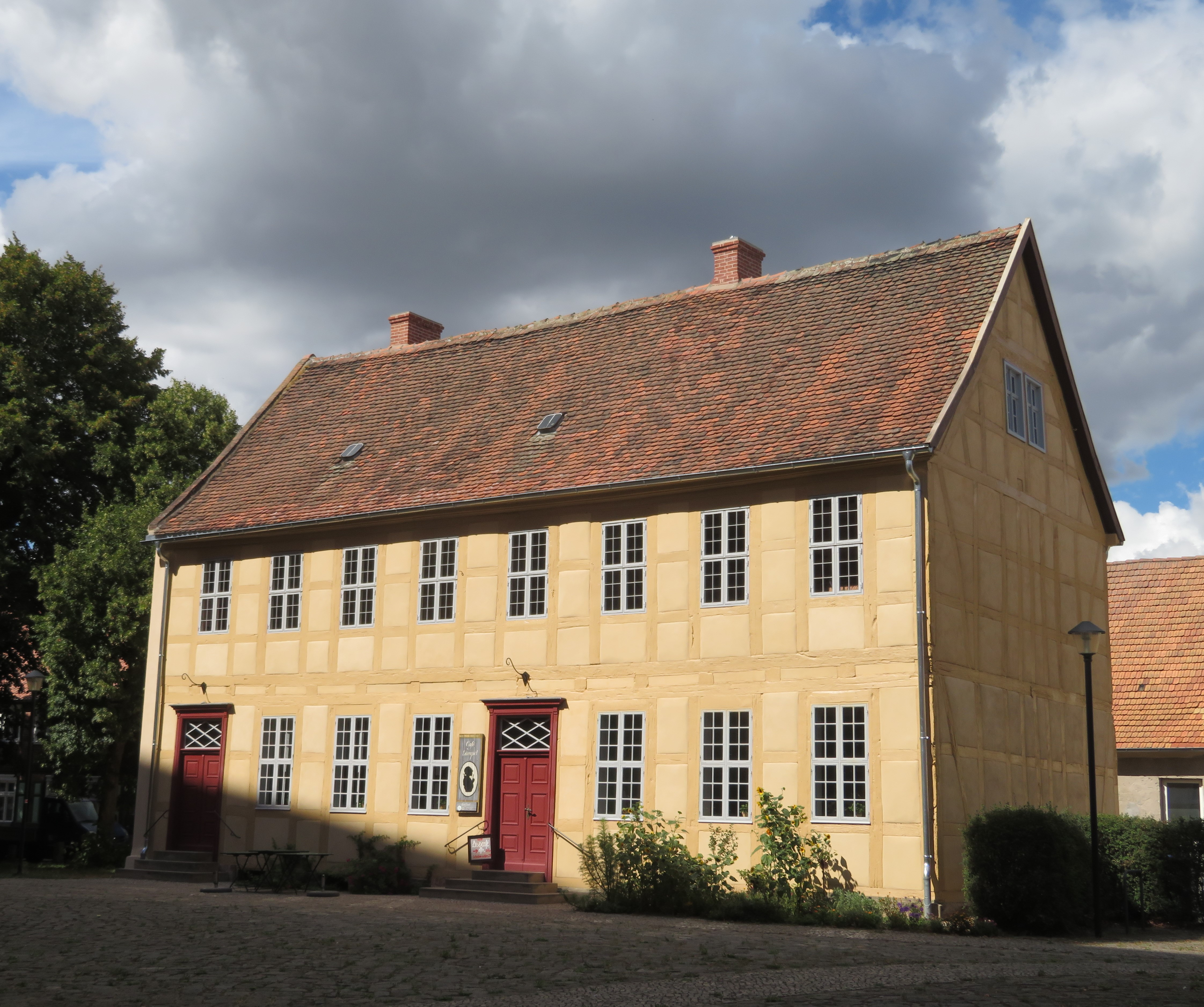
L'ancienne école
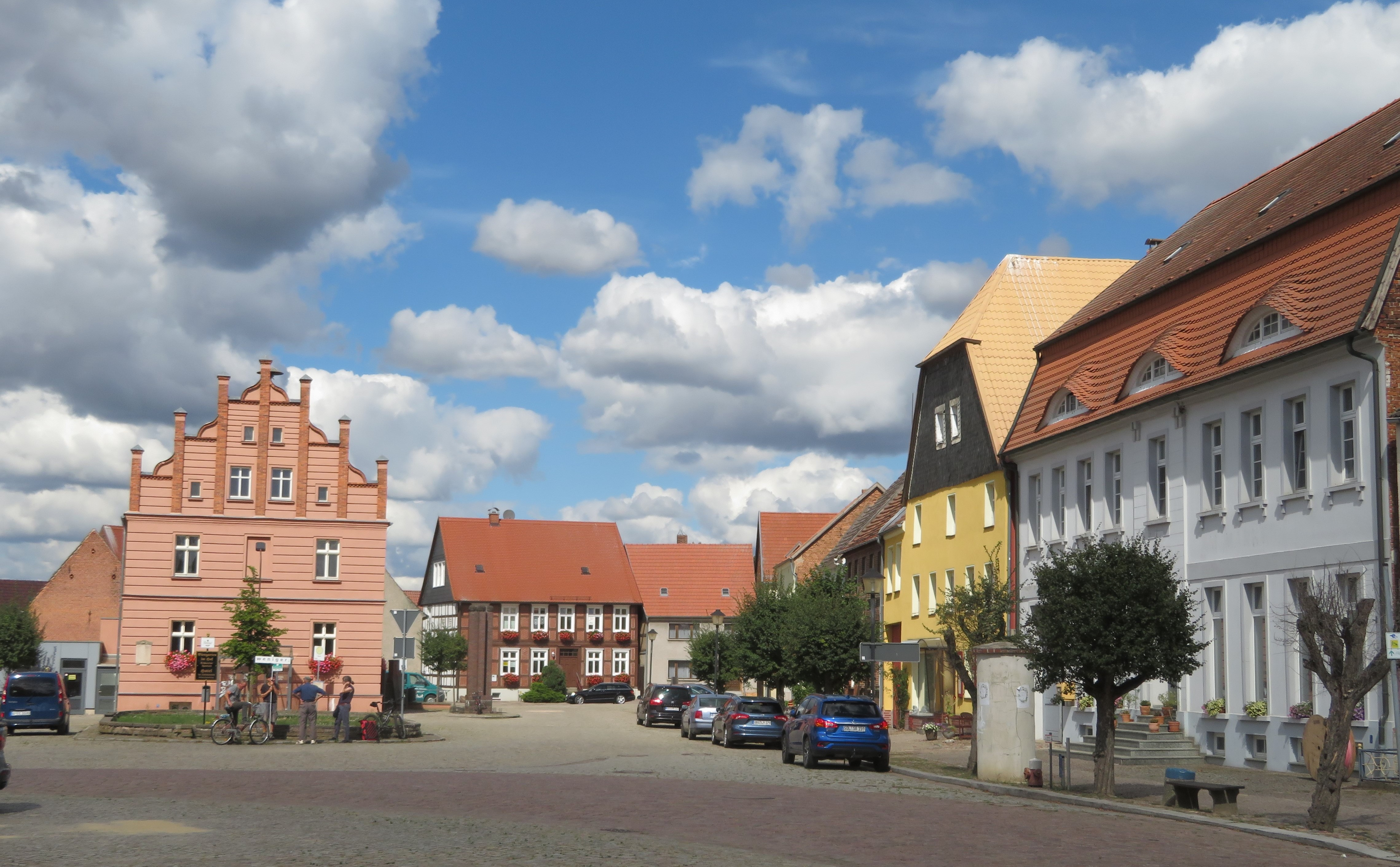
L'hôtel de ville (à gauche), place du Marché
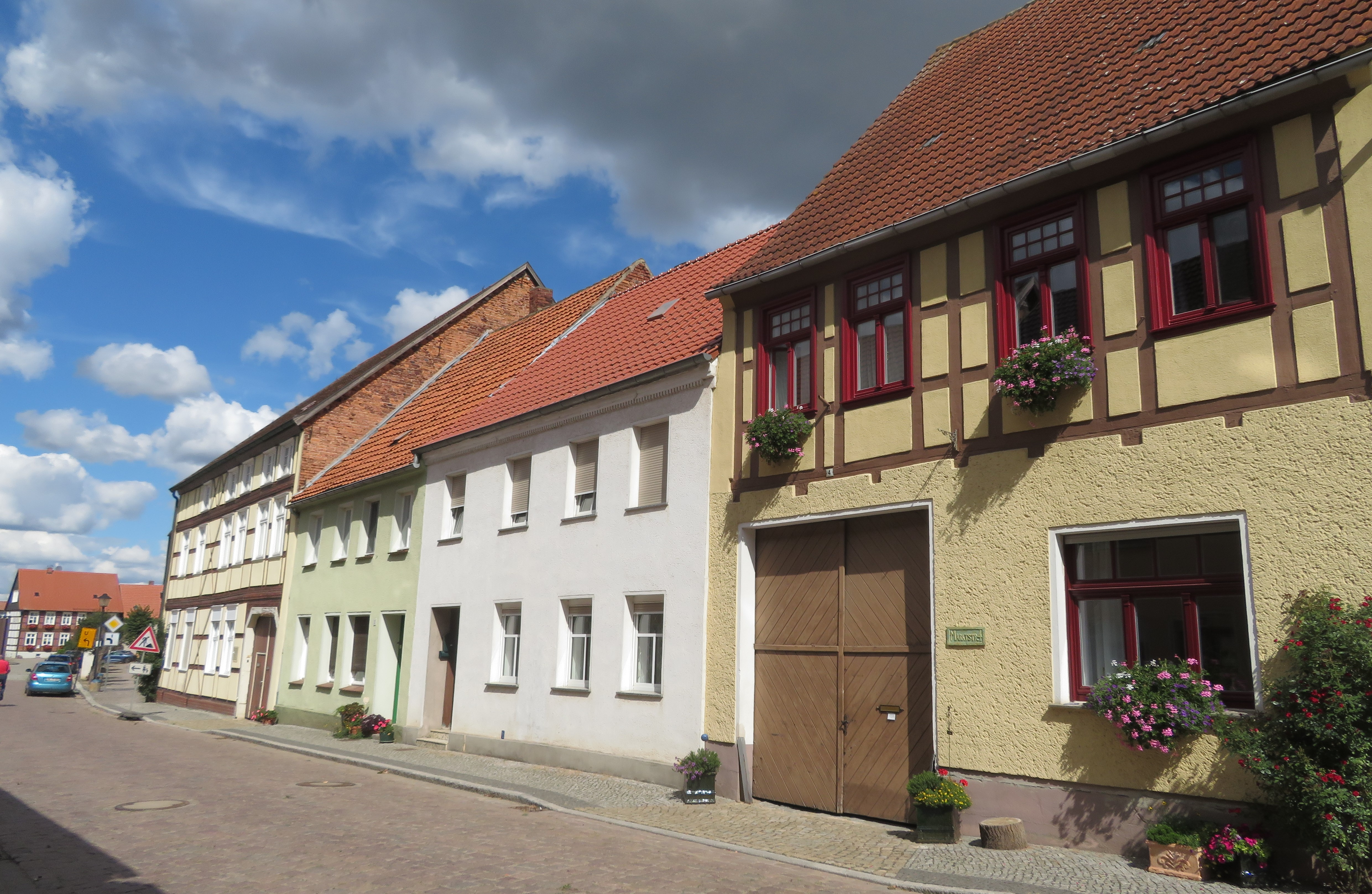
Place du Marché, partie de l'est
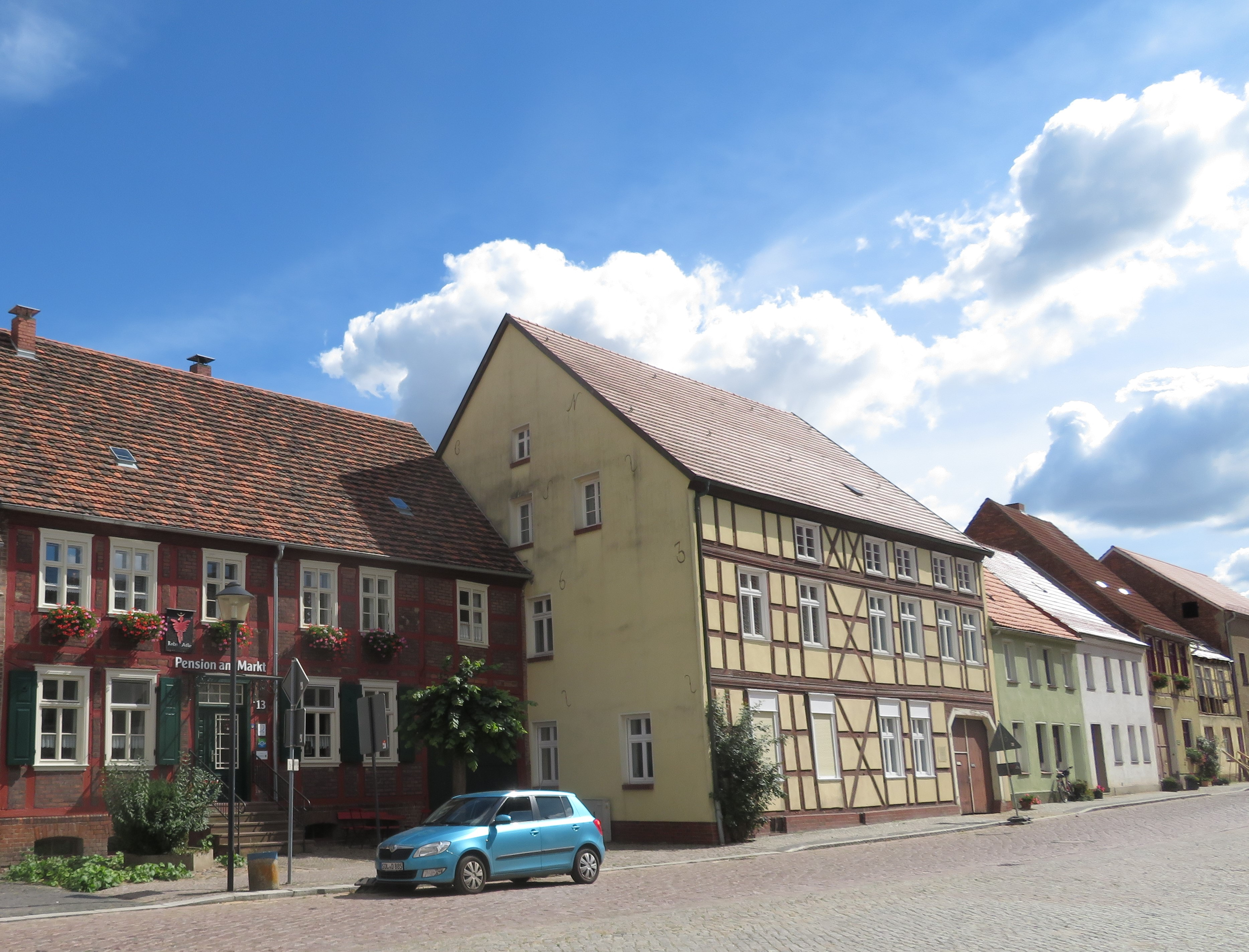
Place du Marché, partie du sud
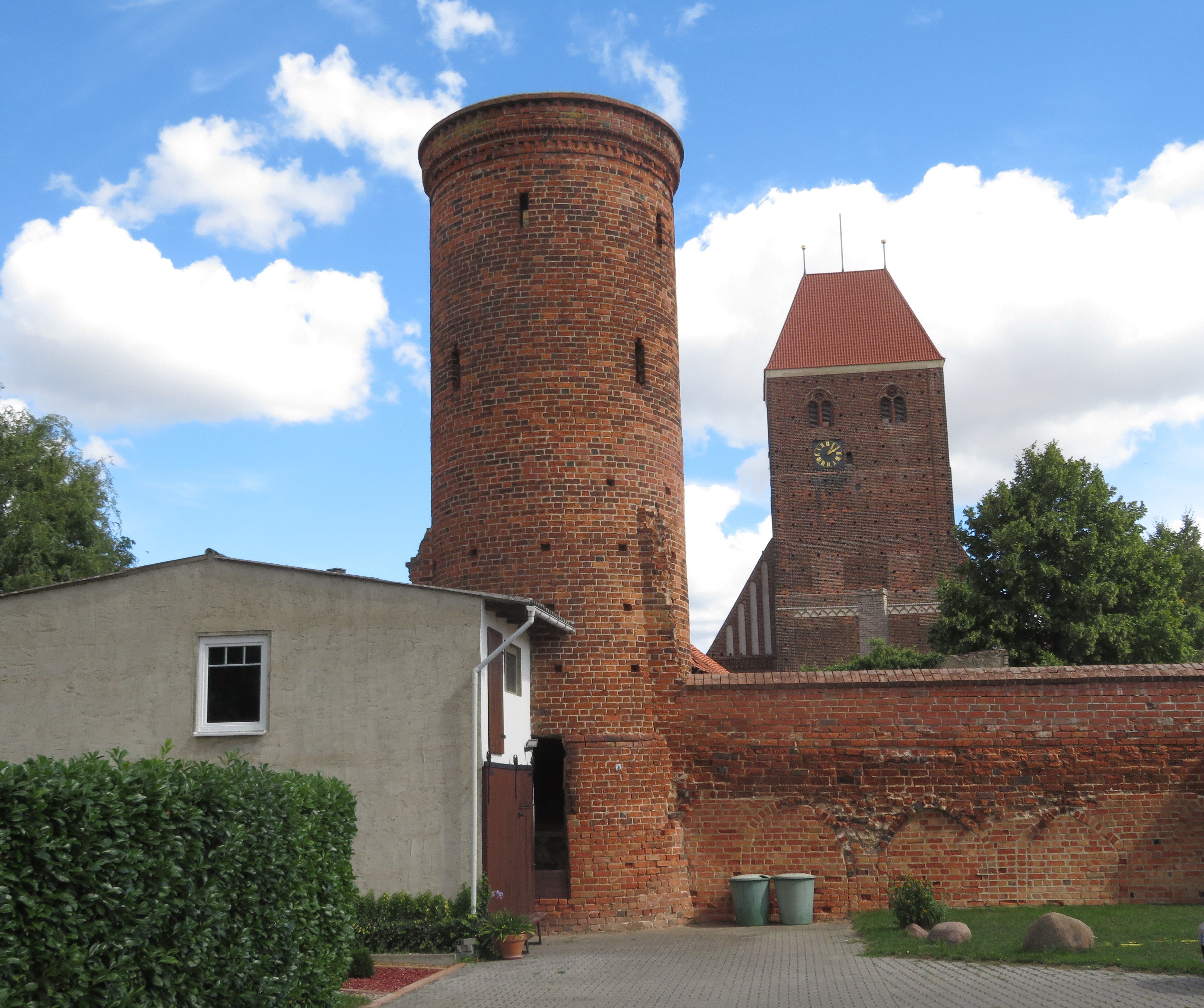
Tour Hungertum du Moyen Âge
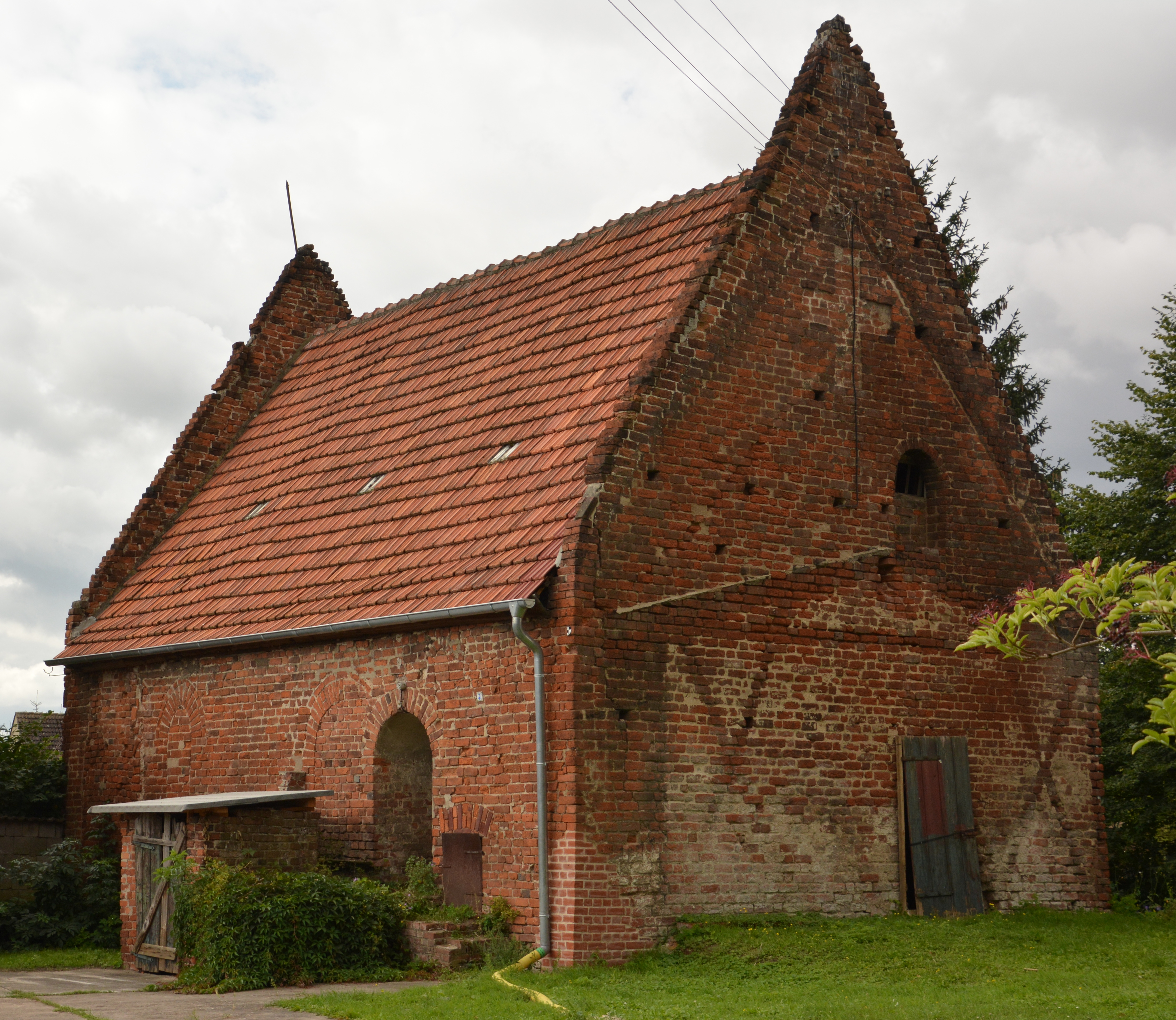
Chapelle de Saint-Lambert
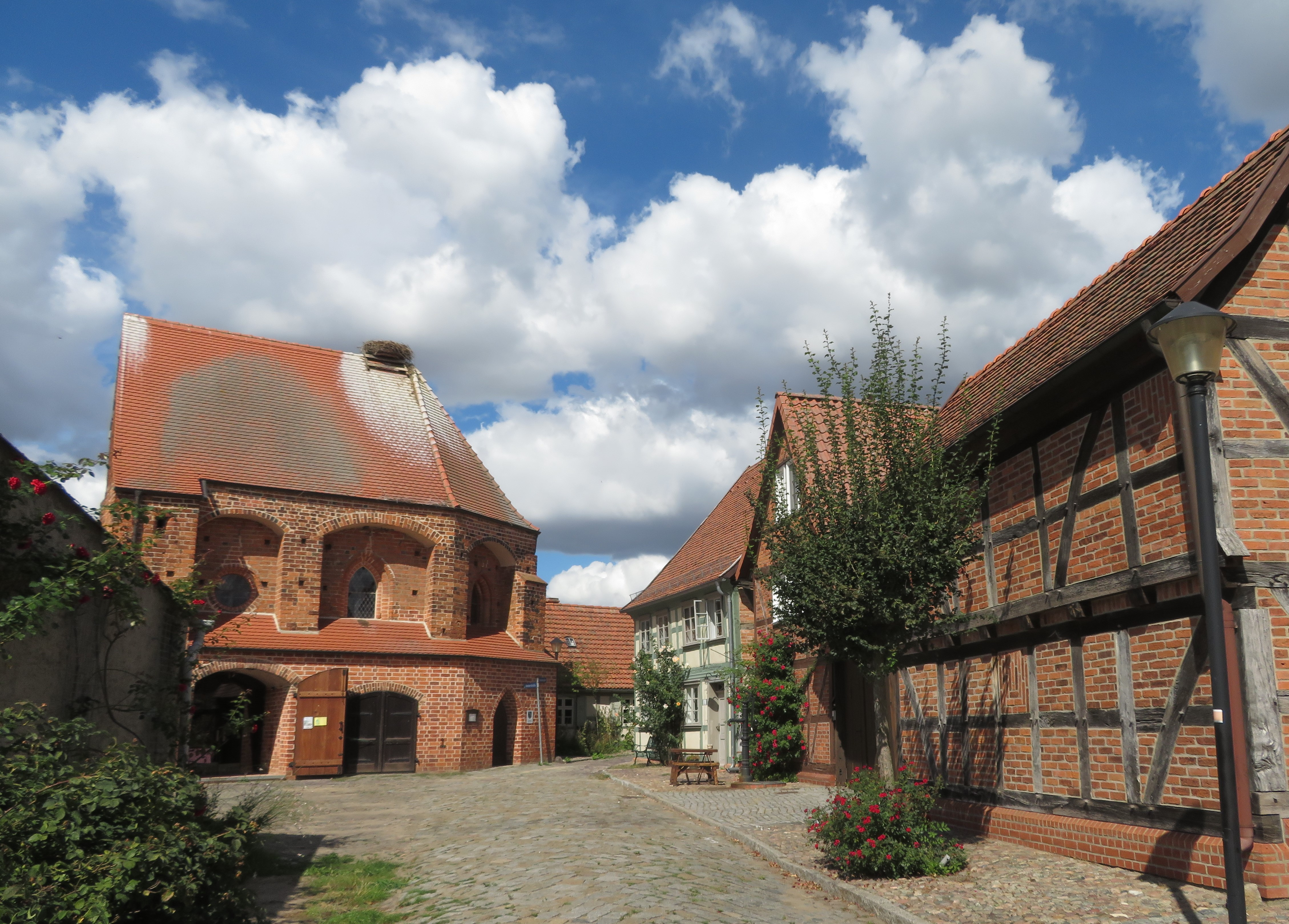
L'ancienne chapelle Salzkirche

## Personnalités liées à la commune
- Gottfried Arnold (1666–1714), théologien
- Christian Köhler (1809–1861), peintre
- Friedrich Reindel (1824-1908), bourreau né à Werben.